# Nataniel Aguirre González
Nataniel Aguirre González (Cochabamba, Bolívia; 10 d'octubre de 1843 - Montevideo, Uruguai; 11 de setembre de 1888), va ser un destacat advocat, diplomàtic, polític, escriptor i historiador bolivià. Menéndez i Pelayo considera la seva novel·la Juan de la Rosa la millor del segle xix a Hispanoamèrica.

## Primers anys
Nataniel Aguirre va néixer en la hisenda de Huayllani, al departament de Cochabamba el 10 d'octubre de 1843. Va ser el quart de cinc fills —Cristina, Miguel, Modestino, Nataniel i Josefina— del matrimoni del financista i polític bolivià Miguel María d'Aguirre i María Manuela González de Prada, aquesta va morir en 1846 quan el futur escriptor tenia solament tres anys.
Va acabar el batxillerat a Sucre en 1857 i poc després va conèixer a Margarida de Achá, filla del president de Bolívia José María Achá. Amb ella, a qui adorava i va dedicar un sentit poema, va contreure matrimoni el 30 de març de 1864 després de titular-se d'advocat. El matrimoni va tenir nou fills, un dels quals, José, qui seria també anys després un destacat escriptor i polític bolivià.

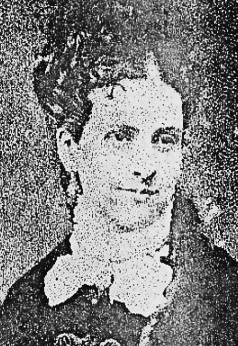
Margarita de Achá, esposa d'Aguirre

## Estudis i política
Va estudiar Dret a la Universitat Major de Sant Simón (UMSS). i va exercir el periodisme ja en els seus temps d'estudiant; en 1862 va fundar L'Independiente, on tenia una columna.
El mateix any en què es va casar i es va llicenciar com advocat va ser nomenat secretari de la Delegació Boliviana a Lima, Perú. La família González Prada, parents d'Aguirre pel costat matern, el va introduir en els cercles intel·lectuals i polítics peruans. També el 1864 escrigué l'obra de teatre Visionarios y mártires, sobre dos personatges —els patriotes peruans Manuel Ubalde i Gabriel Aguilar— que en 1805 haurien concebut al Cusco la idea de la independència de la seva pàtria.
A l'any següent va tornar a Bolívia per col·laborar amb les forces del seu sogre, que havia estat enderrocat pel cop militar de Mariano Melgarejo, contra la tirania del qual lluita activament (participa en el combat de la Cantería i en altres batalles).
Va participar, després de la mort violenta del dictador Agustín Morales, en l'Assemblea Constituent de 1871 i als debats suscitats entre els unitaris, encapçalats per Evaristo del Valle, i els federals de Lucas Mendoza de la Tàpia, tendència que, després de dubtar, va semblar més justa al nostre escriptor, que era d'idees liberals. Va ser diputat per la província de Chapare —en qualitat de tal va assistir a la Constituent de 1872—, membre del Consell d'Estat del president Tomás Fredes (1872) i prefecto del departament de Cochabamba (1879).
En 1879 va marcar a la guerra del Pacífic al capdavant de l'esquadró Vanguardia. Va dirigir la Convenció de 1880, que va ratificar en ple conflicte a Narciso Campero com a president constitucional. Aquest el va nomenar primer ministre de Guerra i després de Relacions Exteriors. En qualitat de tal negocià en 1884 el Pacte de Treva amb Xile a pesar que personalment era partidari de continuar la guerra.
Les seves idees socials eren avançades; va defensar la necessitat d'una gran reforma agrària i va donar suport als indígenes. Seva és la frase: “Fem del pobre indi un ciutadà com nosaltres”. El 1885, el mateix any de fundat el Partit Liberal de Bolívia, es converteix en cap d'aquesta organització a Cochabamba.

## Literatura
Membre de l'anomenada Generació de 1880, entre les seves obres cal destacar Represàlia del Heroe, Biografia de Francisco Burdett O'Connor, Bolívia en la Guerra del Pacífico i la novel·la que el va fer famós, Juan de la Rosa. Aquesta obra —publicada originalment amb el títol de Cochabamba. Memòries de l'últim soldat de la Independència i sobre l'autoria de la qual han sorgit dubtes—, és, segons crítics i experts, una de les fonamentals de la literatura boliviana. També va escriure teatre i poesia.

## Darrers anys
Va morir a Montevideo, de camí a Brasil, on el govern del president Gregorio Pacheco Leyes l'havia enviat com a ministre plenipotenciari davant la cort de Pere II. Les seves restes van ser repatriades a la ciutat de Cochabamba, on descansen ara en el seu mausoleu del cementiri general.

## Obres
| Any       | Obra                                                              | Gènere Literari | Notes |
| 1864      | Visionarios i mártires                                            | Teatre          | Obra dramàtica sobre els patriotes peruans Manuel Ubalde i Gabriel Aguilar.                                                       |
| 1868      | Represalia de un heroe                                            | Teatre          | Obra dramàtica sobre el patriota Nicolás Bravo, peça basada en un episodi de la independència de Mèxic ocorregut a Oaxaca el 1812 |
| 1877      | Unitarismo i federalismo                                          | Història        | - |
| 1882-1883 | Bolívia en la Guerra del Pacífico (1882-83),                      | Història        | - |
| 1884-1885 | "Juan de la Rosa" Memòries del último soldado de la independencia | Novel·la        | - |
| 1886      | La bellisima Floriana                                             | Novel·la        | - |
| 1883      | El Libertador                                                     | Història        | Compendio històric de la vida de Simón Bolívar                                                                                    |
| 1874      | El general Francisco Burdett O'Connor                             | Història        | Relat sobre aquest irlandès que va arribar amb els exèrcits de Sucre i es va quedar a Bolívia                                     |